# Corrente stellare di Arturo
In astronomia, la Corrente stellare di Arturo è una corrente stellare, un flusso di stelle che mostrano un moto proprio simile fra loro, nel quale è inclusa anche la vicina e brillante Arturo

## Scoperta
Agli inizi degli anni settanta, l'astronomo statunitense Olin J. Eggen scoprì che Arturo condivideva il suo moto proprio con altre 53 stelle. Le sue conclusioni, basate soprattutto su considerazioni relative al comune moto del gruppo rispetto alla rotazione della Via Lattea, furono oggetto di varie contestazioni, finché negli anni novanta lo stesso Eggen non identificò che i membri del gruppo sono accomunati anche da valori simili dell'età e della metallicità.
Fra i primi a quantificarne le caratteristiche, ci fu un gruppo di ricercatori dell'Osservatorio anglo-australiano diretto da Quentin Parker.

## Caratteristiche
I vettori del movimento di Arturo rispetto al sistema di riposo locale sono (U, V, W) = (−25, −116, −3) km/s: ciò significa che, rispetto al movimento medio del materiale della Via Lattea nei dintorni del Sole, Arturo presenta un movimento di allontanamento dal centro galattico di 25 km/s, un movimento inverso rispetto alla rotazione galattica di 116 km/s e un movimento verso il polo sud galattico di 3 km/s. Il gruppo di Arturo presenta un movimento medio sul piano UV di −102 km/s. Uno studio delle stelle che presentano un movimento simile ha permesso di individuare altre componenti che sono probabilmente appartenenti alla corrente di Arturo: in un articolo del 2008 sono elencate 134 stelle come possibili appartenenti alla corrente.
Le stelle del gruppo di Arturo presentano inoltre metallicità simili, il cui valore medio del rapporto [Fe/H] è circa −0,6 (cioè circa il 25% dell'abbondanza di ferro nell'atmosfera del Sole). Ciò fa presumere che queste stelle facciano parte di una associazione stellare, la cui età è stimata essere all'incirca 10 miliardi di anni.
Si ritiene che il gruppo di Arturo faccia parte del disco galattico spesso, una regione intermedia fra il disco galattico e l'alone galattico, caratterizzata da stelle vecchie che possono giacere migliaia di anni luce sopra o sotto il piano galattico, al contrario di quanto avviene per le stelle del disco galattico, come il Sole, che giacciono al massimo a un migliaio di anni luce dal disco. Le stelle del disco galattico spesso tendono ad avere elevati moti propri (fino a 120 km/s), con passaggi rapidi su orbite molto inclinate e eccentriche intorno al centro galattico. Essendo nate molti miliardi di anni fa, quando la galassia era meno ricca di metalli, tendono a esserne povere (fino al 12% dell'abbondanza solare). Si pensa che costituiscano circa il 4% delle stelle che si trovano nelle vicinanze del Sole.
Le stelle dell'alone galattico sono ancora più vecchie di quelle del disco spesso (si sono formate 10-13 miliardi di anni fa), tendono ad avere orbite ancora più inclinate ed eccentriche con moti propri fino a 600 km/s. Inoltre presentano metallicità inferiori al 10%-15% di quella solare.

## Formazione
L'origine della corrente di Arturo non è ancora ben chiara. Le ipotesi possibili sono tre:
- Il gruppo si è formato circa 10 miliardi di anni fa da un'unica nube di gas. Questa ipotesi ha due difetti: in primo luogo in un tempo così lungo l'associazione dovrebbe essersi dispersa; in secondo luogo, sebbene la metallicità delle stelle del gruppo sia più o meno la stessa, la loro composizione chimica non è uniforme.[5]

- Il gruppo era parte di una galassia nana satellite che si è poi fusa con la Via Lattea.[8][4] Tuttavia contro questa ipotesi gioca il fatto che nelle piccole galassie satellite della Via Lattea le stelle non solo sono più povere di ferro delle stelle del disco galattico, ma sono più povere anche di elementi con numero atomico Z ≤ 22[9]. Arturo invece è comparativamente ricca di elementi di questo tipo. Inoltre, in un'analisi sulla composizione chimica delle stelle nane di classe F e G nelle vicinanze del sistema solare pubblicata da Bensby e colleghi nel 2014, non è stata individuata alcuna significativa differenza nella composizione chimica tra le stelle che appartengo alla corrente stellare di Arturo e le altre, suggerendo dunque che tutte debbano essersi formate nella Via Lattea.[10]

- Il gruppo si è formato per la risonanza creata dalla rotazione della barra della Via Lattea, che confinerebbe gruppi di stelle in certe aree[11]. Questa ipotesi appare promettente, ma è al momento difficilmente verificabile vista l'incertezza esistente sulle dimensioni e sulla velocità di rotazione della barra e sulle modalità in cui essa può avere degli effetti sulle stelle che orbitano in regioni diverse della galassia[5].